# DMDScript
DMDScript – silnik Digital Mars ECMAScript (JavaScript) z rozszerzeniami zapewniającymi zgodność z JScriptem firmy Microsoft. Ten skryptowy język programowania posiada cechę umożliwiającą mu zastąpienie na przykład JScriptu w przeglądarce. 
Istnieją dwie wersje DMDScriptu. Główna wersja napisana jest w języku programowania D Digital Mars, druga natomiast w C++.
Licencja jest podwójna. Kod źródłowy jest licencjonowany jako open source GNU GPL. Druga licencja jest wykorzystywana w komercyjnych produktach o zamkniętym kodzie źródłowym.